# Técnicas de dança
As técnicas de dança (sufixo nominal grego "~tecnia": "arte", "ofício", "ciência") constituem formas específica de utilização do corpo, que se transformaram em padrões motores, que se podem: imitar; apropriar, e; reproduzir de forma igual. (Xarez 2013, p.126)
Segundo o Dicionário da Língua Portuguesa a técnica "é o conjunto de processos: de uma arte, de um ofício, ou de uma ciência".
Essas técnicas corporais são importantes, possuem incontornabilidade no processo de formação dos bailarinos e dançarinos. E estas exigem regras na aprendizagem e na sua transmissão, estando asism em uma dimensão própria e com especificidades assinaláveis.
Identificam-se particularidades e caraterísticas estruturais em cada técnicas de Dança - assumidas como “as mais formais” por constarem nos Planos de Estudo de várias escolas de ensino artístico especializado de Dança e nos vários níveis de ensino – através da contextualização histórica, da terminologia, da identificação de estruturas de “aula padrão”, permitindo visualizar aspetos de convergência, de divergência e/ou transversalidade entre elas.